# سونيا أحمد
سونيا أحمد (الأردية: سونیا احمد) (23 أغسطس 1980) كويتية ولدت في باكستان ومؤسسة ملكة جمال باكستان في كندا، المعروفة أيضا باسم ملكة جمال باكستان في العالم، سيد باكستان العالمي وسيدة باكستان العالمية. هي رائدة في صناعة مسابقات المواهب والجمال في باكستان. سونيا بدأت المسابقة في عام 2002 في تورونتو، أونتاريو بكندا.

## النشأة
ولدت سونيا في باكستان وترعرعت في الكويت، كراتشي ثم كندا. درست في مدرسة الكرمل بالكويت قبل أن تنتقل عائلتها للعيش في أوتاوا ودرست هناك في مدرسة نوتردام الكاثوليكية الثانوية، حصلت سونيا على ميدالية تقديرية لوجودها ضمن أفضل 15 أكاديمي في كندا وحصلت بذلك على منحة دراسية بقيمة 8000 دولار للدراسة في جامعة أوتاوا حيث درست هنال إدارة الأعمال.
حصلت سونيا على شهادة المحاسبة العامة (بالإنجليزية: Certified General Accounting) من الدرجة الرابعة، ثم غادرت بعد ذلك للتفرغ لمشروعها التجاري الترفيهي، سونيا قضت معظم فتراتها في الكويت وتعلمت العديد من اللغات التي شملت الهندية، العربية، الأردية والفرنسية إلى جانب اللغة الإنجليزية.

## ملكة جمال باكستان
سونيا أحمد هي أول شخص في باكستان ينظم مسابقة ملكة الجمال، فقد أنشأت 3 مسابقات لتعطي بنية قوية إلى مسابقات الجمال. وتعتبر سونيا نفسها بهذا «قوة دافعة من أجل تقدم وتحرر المرأة الباكيستانية على العالم». المسابقة تهدف إلى بناء علاقات ثقافية لتسليط الضوء على الجمال والموهبة للجيل الجديد من المرأة الباكيستانية، في 2002 منحت أول جائزة للمسابقة التي كانت تسمى وقتها «ملكة جمال باكيستان في كندا» وظلت الجائزة تمنح للفتيات الباكيستانيات المقيمات في كندا فقط. إلى حدود 2006 حيث أصبحت تمنح لجميع الباكيستانيات وتغير الاسم إلى "ملكة جمال باكستان في العالم"، واعتبرت سونيا ذلك بنوع من الحقوق المدنية للنساء الباكيستانيات، وإيصالا لصوت الشابات والنساء المتزوجات للعالم.
في2007، أسست أحمد مهرجان «سيّدة باكستان العالم» للنساء الباكستانيات المتزوجات حول العالم.
الفائزات يتمّ تتويجهنّ من قبل بلاد كالولايات المتحدة الأميركيّة، كندا والنرويج. كان من ضرب الخيال أن تشاهَد نساء باكستان المتزوجات في مهرجانات الجمال، وأكّدت أحمد على أن تحصل هذه النسوة على فرصتهنّ.
على الرغم أنّ المهرجان كان صغيراً، ولكن لم يتمّ تهميشه، وشارك في مهرجانات رئيسية عالميّة مثل، ملكة جمال العالم، وملكة جمال الكون، وملكة جمال الأرض.
سنة 2011، مضت أحمد قدُماً إلى حدَث ملك جمال باكستان العالم، مسابقة باكستانيّة ذكوريّة من أجل جلب شباب أكثر للمشاركة في نطاقات تبرز الوجه المضيء للباكستان.
بعد إدراج مسابقة ملك جمال باكستان العالم، زادت مشاركة المجتمع وقلّت المقاومة ضدّه. بدأت صناعة الترفيه الباكستانيّة بالتغيّر أيضاً ومن هنا كان هناك ثبات في قبول مهرجانات الجمال في الباكستان. وهذا قاد إلى توسيع نطاق المسابقة إلى خارج كندا.
في 2014، نقَلت أحمد مهرجان ملكة وملك جمال باكستان العالم إلى الولايات المتّحدة وملكة جمال باكستان العالم الثاني عشر وملك جمال باكستان الرابع أقيموا في نيو جيرسي، الولايات المتحدة.
في 2016، نجحت أحمد في إرسال أوّل مندوبيها مباشرةً من الباكستان لتمثيل الباكستان في المهرجانات العالميّة. كانت ضياء علي الممثّلة الأوّلى عن باكستان في 2016، وفازت بلقب  Miss Perpetual في مانيلا، الفليبين، في مهرجان ملكة جمال آسيا والمحيط الهادي العالمي.

## في السينما
في 2014 أصدرت سونيا أول فيلم وثائقي لها بعنوان «سأرقص» (بالإنجليزية: I Shall Dance) وهو من إنتاج شركتها "Touchgate Global Inc" أيضا، الفيلم أصدر في سبتمبر 2014 في تورونتو، أونتاريو بكندا. وفي 2016 دخلت سونيا لوليوود (صناعة السينما في باكستان)،  من خلال إنتاج فيلم "Na Band Na Baraati" من بطولة عتيقة أودهو.

## أفلامها
| ملاحظات                                  | الدور               | الفيلم             | السنة |
| ---------------------------------------- | ------------------- | ------------------ | ----- |
| فيلم أحمد الأوّل وهو عن شاب باكستاني راقص | مخرجة/ منتجة/ كاتبة | I Shall Dance      | 2014  |
| أوّل إنتاج لوليوودي/كندي من قبل أحمد      | مخرجة/ كاتبة        | Na Band Na Baraati | 2016  |
| يتمّ تصويره                               | مخرجة               | TBA                | 2017  |

## أعمال أخرى
كانت أحمد عضواً نشطاً في الجمعيات الخيريّة حول العالم. وفي نوفمبر 2011، دُعيت إلى الهند، حيث شاركت في مدارس متنوعة بما يخصّ التحدّث  عن العلاقات الهنديّة الباكستانيّة وعن قضايا المرأة. ودعمت بقوّة الرئيس بيرفيز مشرَّف ودائماً ما أظهرت تقديرها له في وسائل الإعلام.
منذ 2012، بدأت أحمد بكتابة المنشورات في كندا والهند.

## الخلافات
سنة  2003، واجهت أحمد التحديات بالاستمرار في المهرجان حيث بعض فئات المجتمع المحافظة كانوا ضدّ وجود مسابقة مثل ملكة جمال باكستان العالم. ومع مضيّ الوقت، اندثرت هذه الخلافات.
علاوة على ذلك، ظهرت أحمد في الأخبار عدّة مرّات معبّرةً عن إعجابها برئيس الباكستان، بيرفيز مشرَّف، وتؤكّد أنّها من أشدّ معجبيه حتى اللحظة.
في أغسطس 2010، انتقدت أحمد لاستمرارها في السنوية الثامنة لمسابقة ملكة جمال باكستان العالم، حيث في نفس الوقت كانت الباكستان تتعرّض للفيضانات قبل ثلاثة أسابيع من الحدث الفعلي.
تشبّثت أحمد بقرارها  وصرّحت بأنّ الحدث لا يزال قائماً بغض النظر عن الظروف.
الخلاف لآخر الذي دار حول الحدث هو أنّه كان سيقام في شهر رمضان. وفي مقابلة معها، ذكرت أحمد أنّ الحدث يتمّ عقده بعد ساعات الصيام، وأنّ رمضان هو شهر للاحتفالات وليس الحداد. ولطالما تحدّثت أحمد بصراحة عن خصومها الذين كانوا بشكل أساسيّ من المجتمع الباكستاني حول العالم.
كما قامت أحمد بدعم الممثلة المثيرة للجدل فيينا مالك  بعد أن تم وضعها على غلاف المجلّة الهنديّة FHM.
وظهرت أحمد أيضاً على شاشات الأخبار المباشرة الهنديّة، Tez Khabarian  و Aaj Takودافعت عن مالك، ضدّ مفتي محلّي وكلّاً من الممثلة دوللي بيندرا والممثّل رازا مراد.